# Сулейман I

Тугра Сулеймана I Пишного

Сулейма́н І (осман. سليمانا اول, трансліт. Süleyman-ı Evvel, тур. I. Süleyman; 6 листопада 1494, Трабзон  — 6 вересня 1566, Сігетвар), відомий на Заході як Величний або Пишний, у своїй державі як Кануні (Законодавець) (осман. قانونى سلطان سليمان, трансліт. Ḳānūnī Sulṭān Süleymān, тур. Süleyman Kanuni) — османський султан з 1520 року до 1566 року. Був сином Селіма І Грізного та Айше Хафси Султан. Сулейман став найвизначнішим правителем Сходу XVI століття, бувши на вершині військової, політичної і економічної могутності Османської імперії.
Дружиною султана Сулеймана I була Хасекі Гюррем Султан, знана як Роксолана.
Складав вірші, захоплювався ювелірною справою, був вправним ковалем та особисто брав участь у виливанні гармат для своєї армії.

## Біографія
Народився Сулейман 6 листопада 1494 року в Трабзоні, його батьком був шехзаде Селім I, а мати Айше Хафса-султан, яка за однією із версій була  дочкою кримського хана Менглі I Ґерая. У віці семи років його послали до двору султана Баязида ІІ в Константинополь. Там він навчався основам військової справи, права та фехтування, з наук, в основному, історію і філософію. Вивчив також іноземні мови: знав сербську, арабську та перську. Навчився також ремеслу ювеліра. У віці 14 років почав виконувати державні обов'язки (правитель у Кафі в Криму) до 1512 року. На момент смерті батька, султана Селіма I, в 1520 році, Сулейман був намісником у Манісі, здійснював також функції правителя європейських провінцій під час військових походів Селіма. Очолив османський престол 1520 році у віці 26 років. Кардинал Волсі сказав про нього послу Венеції при дворі короля Генріха VIII Тюдора: "Цьому султану Сулейману двадцять шість років, він не позбавлений і здорового глузду; слід побоюватися, що він буде діяти так само, як його батько ".

## Військові кампанії

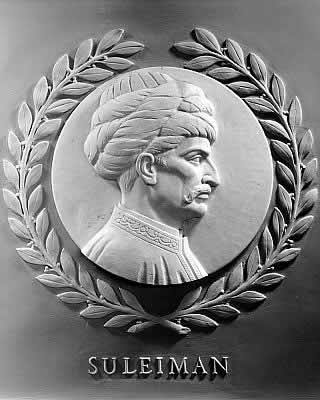
Барельєф Сулеймана Пишного на Капітолії, Вашингтон, США

### Війни в Європі

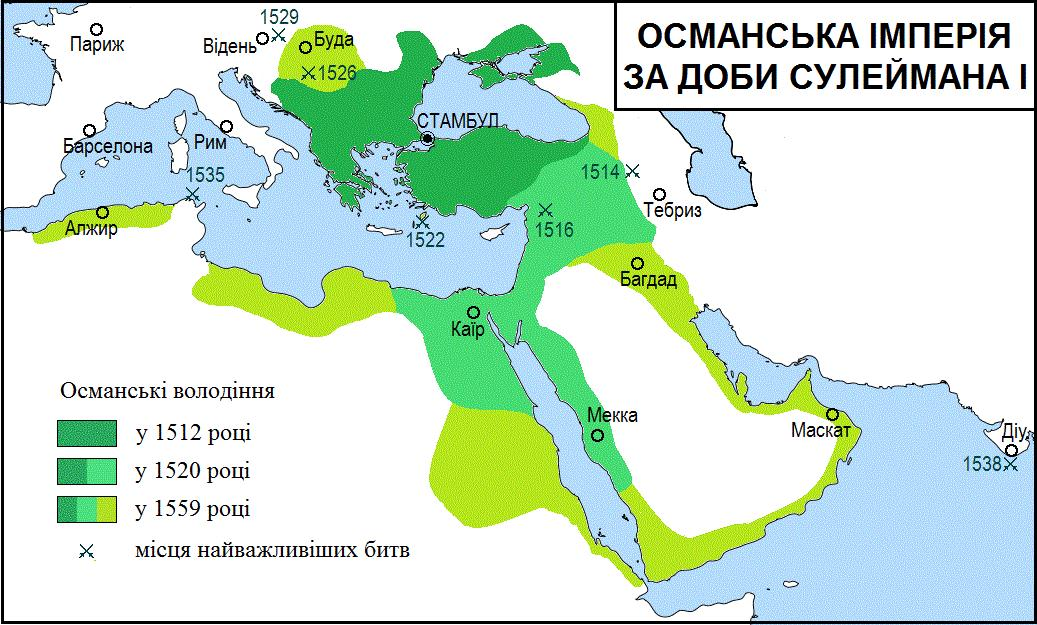
Імперія часів Сулеймана

Після смерті батька Селіма I 1520 року Сулейман успадкував трон і відразу ж почав готуватися до розширення й зміцнення імперії. Він отримав від Селіма I добре навчену армію і вже 1521 року почав війну з давнім і непримиренним ворогом — Угорщиною. Захопив на її кордонах стратегічно важливу фортецю Белград, яка до початку його правління не піддавалася нікому.
У липні 1522 року особисто очолив армію і розпочав облогу острова Родос в Егейському морі. Родоські лицарі (госпітальєри) були вправними воїнами, а сучасники називали їх «останніми хрестоносцями». З госпітальєрами у османських султанів були давні рахунки. Прадід Сулеймана Мехмед II Фатіх («Завойовник») 1480 року намагався захопити Родос, але зазнав відчутної поразки, фактично єдиної в житті. Під проводом Вільє де Ліля Адама за найсучаснішими в Європі фортифікаційними укріпленнями Родоського замку лицарі трималися до 21 грудня 1522 року, але через брак харчів були вимушені, витримавши 14 штурмів, на почесних умовах таки скласти зброю. Замість того, щоб винищити усіх, за традиціями свого батька, султан дав їм можливість піти. Пізніше вони знову зустрілися вже на Мальті, яку в 1565 році Сулейман спробував захопити. «Цитадель демонів» (як її називали в Османській імперії) капітулювала, але ця перемога дорого коштувала османам — загинуло близько 50 тисяч воїнів. «До втрати Родосу була як мінімум ілюзія, що європейці в разі необхідності об'єднаються в хрестовому поході». Проте, це була лише ілюзія. «Останніх хрестоносців» кинули напризволяще. Таким чином, Османська імперія стала повноправною володаркою у Середземному морі.
У серпні 1526 року Сулейман на чолі 100-тисячної армії вдерся до Угорщини. Біля містечка Мохач до 25 000 угорських вояків із 80 гарматами під проводом короля Угорщини Людовика (Лайоша) II стали на шляху загарбників. Кавалерія християн зім'яла нерегулярну піхоту — башибузуків; християни вже святкували перемогу, розгромивши, як вони вважали, центр позицій османів. Проте це були лише перші лінії їх. Сам Сулейман з яничарами й усією артилерією зустріли Лайоша, який разом із резервами мужньо, проте безглуздо кинувся в атаку. З флангів на угорців тим часом наскочила легка кавалерія; довершили розгром рушниці яничар і гармати, які впритул розстрілювали важку кавалерію. Угорські воїни декілька годин чинили героїчний опір, на полі бою їх полягло до 22 тисяч разом із королем. Катастрофа біля Мохача віддала Угорщину під владу Османської імперії більше, ніж на 150 років. Королем Угорщини став Янош I Заполья, який визнав себе османським васалом.
Через три роки Сулейман розпочав війну з Австрією, ерцгерцог якої Фердинанд Габсбург — брат імператора Карла V — претендував на престол Святого Стефана. Перемогти Габсбургів Сулейман не зміг, але свої права на Угорщину підтвердив. Майже три тижні під стінами Відня тривала грандіозна битва: 100-тисячна армія Сулеймана в жовтні-листопаді 1529 року декілька разів штурмувала добре укріплене місто, залишивши під його стінами до 40 тисяч убитими. Османи були змушені повернутися на схід. Хоча облога була невдалою, в цілому Австрія зазнала поразки й була змушена платити данину в 30 тисяч дукатів. У 1533 році, після того, як османи вкотре розорили Угорщину, Габсбурги уклали з ними мирний договір, за яким під владою австрійців залишилася лише північно-західна частина країни.

### Османсько-перська війна

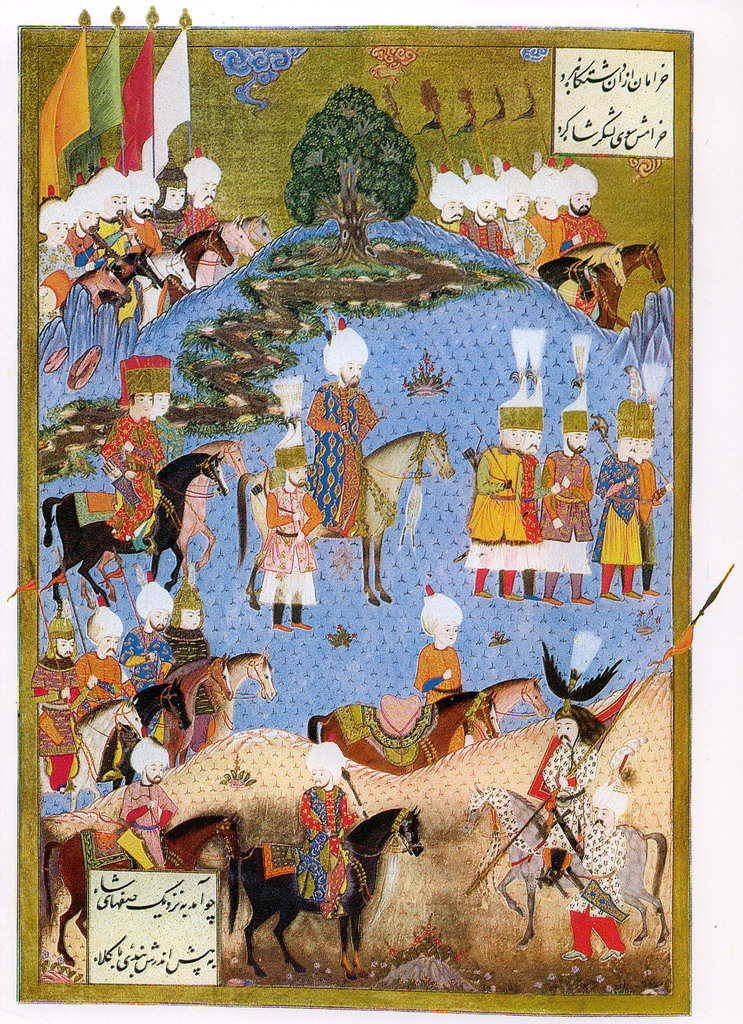
Мініатюра, що зображує Сулеймана Пишного з армією в поході на Нахічевань (літо 1554 року)

Забезпечивши охорону кордонів на заході, султан розпочав боротьбу зі своїми ворогами в Азії, в першу чергу із постійною загрозою з боку шиїтів із династії Сефевідів в Ірані.
У 1533—1538 роках здійснив декілька походів на Іран проти шаха Тагмаспа І. Османи захопили Вірменію і Азербайджан із Тебрізом, давню столицю халіфів Багдад (грудень 1534 р.), а також святині шиїтів Неджеф і Кербелу. Бувши сунітами, османи перешкоджали шиїтам ходити на прощу в ці святі місця. Османсько-перська війна тривала аж до 1555 року, коли султан уклав мирну угоду з іранцями. За її умовами османи окупували Вірменію (Ерзерум, Ван, Єреван), північний Іран (Тебриз) та всю Грузію.

### Війни в Північній Африці та Середземномор'ї
У 1533 році до Османської імперії були приєднані колишні володіння іспанців в Алжирі.
У 1536 році Сулейман уклав угоду із Францією. Ненависть французьких монархів до Габсбургів була така велика, що вони не тільки пішли на цей несподіваний союз, але й активно виконували роль союзника. Франциск I, король Франції, прагнув використовувати напір османів на сході, щоб зв'язати руки своїм габсбурзьким суперникам на заході. Врешті-решт з'явилися на світ капітуляції 1536 року, за якими Сулейман надав французам торговельні привілеї, які зробили Францію головним західним торговельним партнером Османської імперії, створивши засади французьких інтересів і впливу в Леванті.
Восени 1538 Сулейман послав у Середземне море флот на чолі з колишнім берберським корсаром Хайр ад-Діном Барбароссою. 27 вересня той переміг у битві при Превезі об'єднаний флот Габсбургів та Венеційської республіки, після чого Османська імперія як мінімум на 30 років забезпечила собі майже повний контроль над східною частиною Середземного моря.
Поки Сулейман I вів війни з Іраном, османський флот здійснив блискавичні рейди у південноєвропейські порти і на Півночі Африки. У 1551 році у Північній Африці госпітальєри були вибиті з Триполі.
В останній період життя Сулейман періодично вів війни, щоб зміцнити безпеку імперії. Так, у 1555—1557 роках османи захопили Судан, протягом 1559 року — північну Еритрею й африканське узбережжя Червоного моря, декілька островів у Егейському морі, Пелопоннеський півострів. Коли султану виповнилося 72 роки, він повів 100-тисячну армію в новий похід на Австрію. Уміння султана поєднувати дії піхоти, кавалерії, артилерії й талант найкращих на той час військових інженерів було неперевершеним.
5 вересня 1566 року Сулейман помер від дизентерії у військовому таборі під час облоги угорського міста Сігетвар, що його відчайдушно захищав австрійський гарнізон. Це приховували від солдатів упродовж 40 днів. Тіло падишаха (без серця і нутрощів) забрано до Константинополя і поховано біля Роксолани в мавзолеї, збудованому на подвір'ї мечеті Сулейманіє.

## Внутрішня політика. «Золота доба» османської культури
Сулейман I здобув славу безкомпромісного борця із хабарництвом. Султан суворо карав чиновників за зловживання; він «завоював прихильність народу добрими справами, будував школи, але був безжалісним тираном: ані спорідненість, ані заслуги не рятували від його підозрілості та жорстокості».
Правління Сулеймана I вважається «золотою добою» османської культури і поезії. Султан і сам писав вірші — під псевдонімом Мухіббі, і підтримував талановитих митців. Саме в цей час зажили слави турчанка Міхрі-хатун, албанець Ях'я-бей, азербайджанець Мухаммед Фізулі. «Султаном поетів» Сулейман I урочисто оголосив Махмуда Баки. Ламі Челебі став відомим не лише як поет і перекладач, але і як автор оповідань та анекдотів, найвідомішим героєм яких став Ходжа Насреддін.

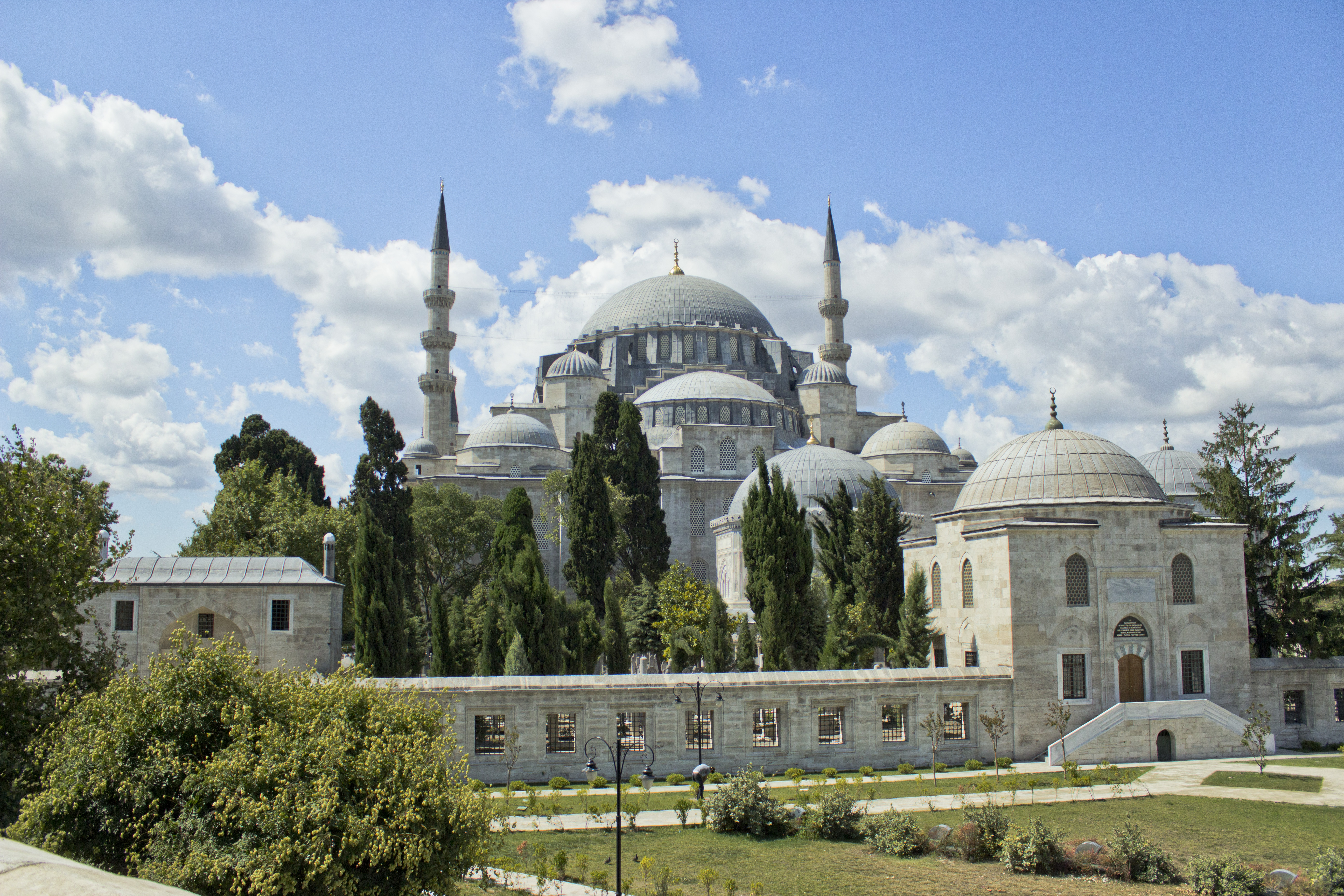
Сулейманіє-Джамі в Стамбулі

Найвидатнішим з османських архітекторів став Сінан. Під його керівництвом було зведено понад три сотні будівель, зокрема мечеті Шехзаде і Сулейманіє в Стамбулі. Сам архітектор, однак, вважав найкращим своїм творінням мечеть Селіміє в Едірне — її купол за розмірами є більшим за купол Софійського собору, а споруда при цьому видається легшою і стрункішою. За наказом Сулеймана I будували не лише релігійні будівлі, але й цілком світські — мости, фортеці, лікарні, бібліотеки, караван-сараї та лазні.
Настанови ісламу не схвалювали зображення тварин і людей, тож навіть портрети падишаха малювали італійські або ж німецькі майстри. Але за іранським прикладом османські художники створювали витончені книжкові мініатюри. Султан цікавився мистецтвом і наукою Західної Європи, однак не прагнув щось подібне в себе вдома. Навіть книжки в Османській імперії не друкували, а, як і раніше, переписували вручну. Більшість мусульманського духовенства до іноземних запозичень та розвитку світської культури ставилася відверто вороже. Православні священики теж закликали своїх вірних твердо «триматися старовини». З одного боку, це допомагало християнським народам імперії зберегти свої звичаї та мови, з другого — обмежувало можливості їхнього розвитку.

## Родинне життя

З коханою дружиною — Хасекі Гюррем Султан

Історичним  фактом є те, що у Сулеймана була одна хасекі (законна дружина) та троє наложниць:
- Хасекі Гюррем Султан, у Європі знана як Роксолана — законна дружина. Донька священника — Лісовського з галицького міста Рогатина. У 1518-1520 роках потрапила до татарського полону й була продана в рабство. Згодом опинилася в султанському гаремі. Була подарована як невільниця Ібрагімом-пашею чи Валіде султан. Роксолана була великим коханням султана. Перший син Сулеймана і Роксолани народився у 1521 році. Сулейман адресував їй свою любовну поезію. У червні 1530 році відбувся шлюб Сулеймана і Роксолани та гучне весілля. Гюррем султан у віці близько 30 років стала дружиною султана Сулеймана (1495 - 1566), якому в передбачуваний рік їх одруження (1534) було 39 років. Гюррем султан, рабиня – наложниця султанського гарему, досягла унікального в історії османського двору статусу – вона стала законною дружиною султана Сулеймана. Нове становище Гюррем султан став відображати її титул "хасекі султан" (мати принца).[9]
- Роксолана запропонувала побудову мечеті, що носила ім'я Сулеймана. Ця ідея була реалізована придворним архітектором Сінаном. Свій великий вплив на султана Роксолана використовувала для політичних інтриг, впливала на зовнішню політику, листувалася з Боною Сфорцою та Сигізмундом II Августом. Брала участь у визначенні спадкоємця трону: в результаті її інтриг, син Роксолани Селім після смерті батька посів трон як Селім II. Після смерті Роксолани навесні 1558 року Сулейман І збудував в імперії велику кількість об'єктів, присвячених її пам'яті. Сулейман І та Роксолана були поховані в одному склепі. Започаткований Роксоланою період впливу дружин султанів на їхніх чоловіків отримав назву «Жіночий султанат» —  в якому є одна з причин занепаду Османської імперії.
- Фюлане Хатун — перша наложниця. Традиційна назва. Дані про справжнє ім'я та роки життя не збереглися. У 1512 році вона народила Шехзаде Махмуда, який помер у 1521 році від натуральної віспи. Згодом Фулане була відправлена в Палаццо Веккіо[джерело?](Старий палац). Про її подальше життя нічого не відомо. Померла у 1550 році.
- Ґюльфем-хатун — традиційно друга наложниця — вона увійшла до гарему майбутнього султана Сулеймана близько 1511 року. У 1519 році вона народила шехзаде Мурада, який помер у 1521 році. Після смерті сина Гюльфем була відлучена від Сулеймана, але залишилася в палаці. Однак невідомо, що це була мати Мурада[прояснити].
- Ґюльбахар Махідевран Султан — третя наложниця. Вона була черкешенкою чи албанкою. Була однією з улюблених сімнадцяти наложниць Сулеймана під час його перебування на посаді санджакбея Маніси. У 1515 році вона народила сина Мустафу. Смерть інших синів султана зробила Махідевран матір'ю єдиного спадкоємця престолу. 6 жовтня 1553 року Шехзаде Мустафа був страчений за наказом Сулеймана. Махідевран була вислана до Бурси, довгий час жила у злиднях і мала багато боргів. Згодом новий султан Османської імперії Селім II, який вступив на престол у 1566 році, призначив їй пенсію. Махідевран Султан померла 3 лютого [1581] року і була похована у мечеті Мураді поруч із сином.

### Діти
- Шехзаде Махмуд (1512—1520)
- Шехзаде Мустафа (1515—6 жовтня 1553) (син Махідевран)
- Разіє Султан (1517—1520)
- Шехзаде Ахмед (1518—1521)
- Шехзаде Мурад (1519—1521)
- Шехзаде Мехмед (21 лютого 1521—6 листопада 1543) (син Роксолани)
- Міхрімах Султан (21 березня 1522—25 грудня 1578) (дочка Роксолани)
- Шехзаде Абдулла (1523—1526) (син Роксолани)
- Шехзаде Селім (28 травня 1524—15 грудня 1574) (син Роксолани)
- Шехзаде Баязид (4 травня 1525—25 листопада 1561) (син Роксолани)
- Шехзаде Джихангір (9 грудня 1529—27 жовтня 1553) (син Роксолани)

Існує переконання, що Сулейман найбільше любив свою доньку Міхрімах. Роксолана маніпулювала султаном за допомогою дитини. Пізніше сама Міхрімах використовувала свій вплив на батька для досягнення власних цілей. У 1539 році її видали заміж за пашу Рустема, який пізніше став великим візиром. Сулейман збудував на її честь мечеть.
З-поміж синів батька пережив лише Селім. Інші загинули в ході боротьби за трон. Роксолана, плетучи інтриги проти Мустафи, домоглася його смерті (за наказом Сулеймана його було задушено). Легенда додає, що Джихангір помер із жалю за своїм братом. Баязид, після невдалої спроби вбити Селіма, разом із 12 000 своїх людей переховувався в Персії. Скориставшись допомогою ворога Османської імперії, став таким чином зрадником. Сулейман порозумівся з перським шахом, в результаті чого, в обмін на 400 000 золотих монет, прихильників Баязида було вбито, а його самого, разом із чотирма синами видано посланцям Сулеймана. Вирок смерті, виданий султаном, було виконано 28 листопада 1561 року.

## Сулейман I Пишний у культурі
- У 1599 році у Лондоні з'явився перший в Європі літературний твір, присвячений цьому правителю: The Tragedie of Soliman (Трагедія Сулеймана).
- В українському телесеріалі «Роксолана» (1996—2003), знятому Борисом Небієрідзе роль Сулеймана I зіграв Анатолій Хостікоєв.
- У серіалі  
«Величне століття» роль Сулеймана І виконав Халіт Ергенч.